# Landkreis Neunkirchen
Der Landkreis Neunkirchen ist ein Landkreis im Saarland, er ist benannt nach der Stadt Neunkirchen und hat seinen Sitz in der Stadt Ottweiler. Er hieß bis Ende 1973 Landkreis Ottweiler und ist seit 1985 Deutschlands erster und einziger Rosenkreis mit über 20.000 Rosenstöcken in neun Rosengärten.

## Geografie
Nach dem hessischen Main-Taunus-Kreis ist der Landkreis Neunkirchen der flächenmäßig zweitkleinste Kreis in Deutschland, jedoch hat Ersterer ca. 100.000 Einwohner mehr.

### Lage
Die Landschaft des Landkreises Neunkirchen gehört hauptsächlich zum Saar-Nahe-Bergland. Der größte See des Landkreises liegt im Naherholungsgebiet Itzenplitz Heiligenwald.

### Nachbarkreise
Der Landkreis grenzt im Uhrzeigersinn im Nordosten beginnend an die Landkreise Kusel (in Rheinland-Pfalz), Saarpfalz-Kreis, Regionalverband Saarbrücken, Saarlouis und St. Wendel (alle im Saarland).

## Geschichte
Mit Datum vom 30. Juni 1814 entstand im Rahmen einer Neugliederung unter preußischer Herrschaft der erste Kreis Ottweiler. Er wurde von einem Kreisdirektor geleitet und erstreckte sich über eine Fläche von 1186 km² mit 63.517 Einwohnern. Zwei Jahre später, am 1. Mai 1816, wurde der Regierungsbezirk Trier gebildet, bei dessen Neueinteilung in Landkreise ein neuer, deutlich kleinerer Kreis Ottweiler gebildet wurde, an dessen Spitze gemäß preußischer Verwaltungsordnung ein Landrat stand. Sitz der Kreisverwaltung war Ottweiler, wo auch der Wohnsitz des Landrates war.
Nach dem Ersten Weltkrieg wurde das Saargebiet und mit ihm der Landkreis Ottweiler durch den Versailler Vertrag vom Deutschen Reich abgetrennt und 1920 unter Völkerbundmandat gestellt.
Auf Anordnung der französischen Besatzungsmacht gab der Kreis am 1. Oktober 1946 die Gemeinden Bergweiler, Hasborn-Dautweiler, Lindscheid, Neipel, Scheuern, Sotzweiler, Theley, Tholey und Überroth-Niederhofen an den Landkreis Sankt Wendel ab. Im Gegenzug wechselten die Gemeinden Steinbach und Wetschhausen aus dem Landkreis Sankt Wendel in den Landkreis Ottweiler.
Im Rahmen der saarländischen Gebietsreform gab der Landkreis Ottweiler am 1. Januar 1974 die vier Gemeinden Aschbach, Dörsdorf, Steinbach und Thalexweiler an den Landkreis Saarlouis ab, die dort Teil der Stadt Lebach wurden. Auch die Gemeinde Berschweiler schied aus dem Kreis aus und wurde Teil der Gemeinde Marpingen im Landkreis St. Wendel. Die Gemeinde Mainzweiler aus dem Landkreis St. Wendel wurde in die Stadt Ottweiler eingegliedert. Die Zahl der Gemeinden des Kreises wurde durch verschiedene Zusammenschlüsse von 35 auf sieben verringert. Gleichzeitig wurde der Landkreis Ottweiler in Landkreis Neunkirchen umbenannt. Die Kreisverwaltung verblieb in Ottweiler. Die größte Stadt des Kreises ist die Kreisstadt Neunkirchen, zugleich zweitgrößte Stadt des Saarlandes, die kleinste Gemeinde ist Merchweiler.

### Einwohnerentwicklung

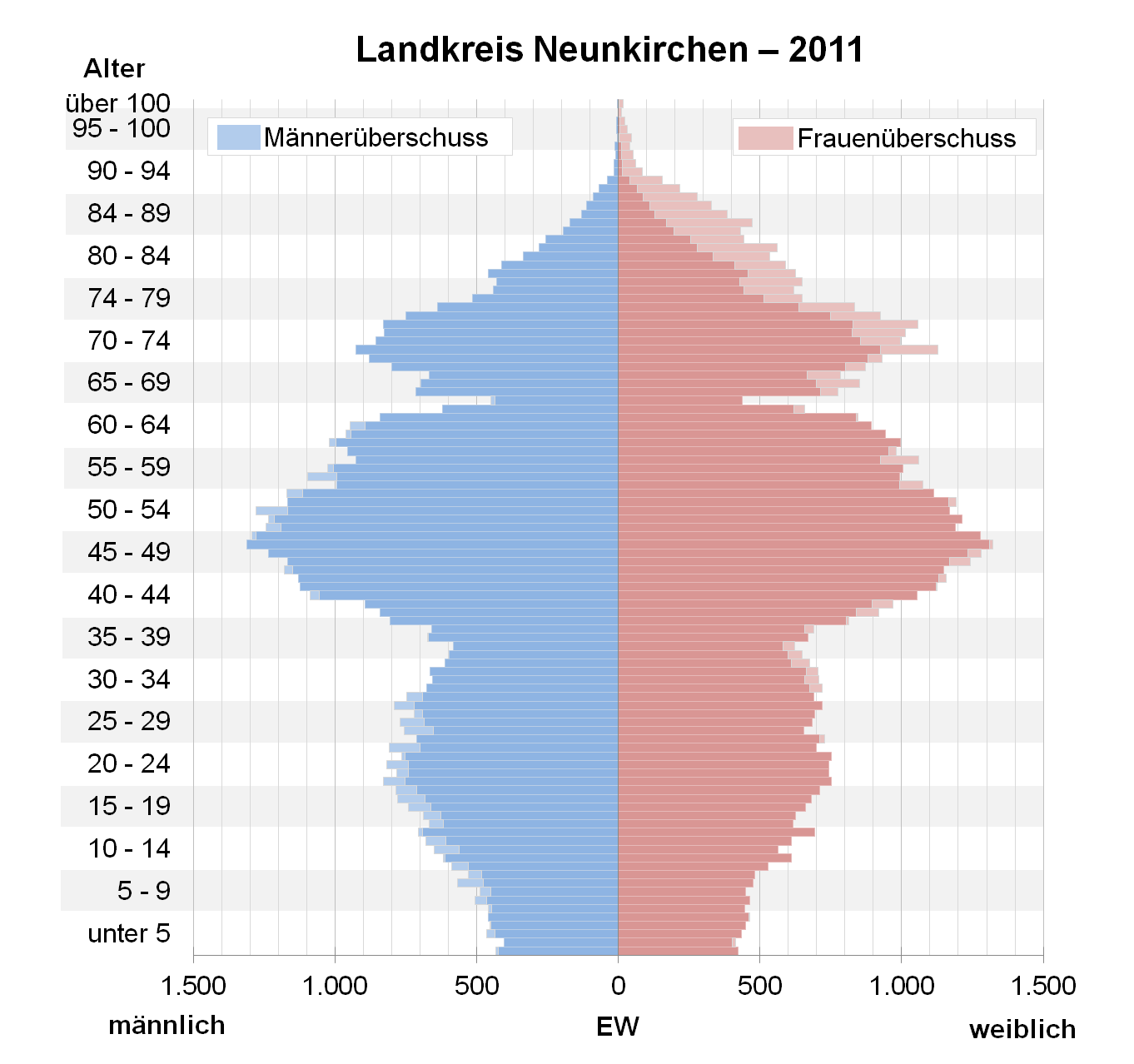
Bevölkerungspyramide für den Kreis Neunkirchen (Datenquelle: Zensus 2011)

| Jahr | Einwohner | Quelle |
| ---- | --------- | ------ |
| 1816 | 17.972    | [ 9 ]  |
| 1847 | 29.412    | [ 10 ] |
| 1871 | 51.974    | [ 11 ] |
| 1885 | 70.593    | [ 11 ] |
| 1900 | 102.729   | [ 12 ] |
| 1910 | 126.946   | [ 12 ] |
| 1939 | 142.532   | [ 12 ] |
| 1960 | 162.600   | [ 12 ] |
| 1970 | 167.300   | [ 13 ] |
| 1972 | 165.300   | [ 14 ] |
| 1980 | 151.000   | [ 15 ] |
| 1990 | 149.400   | [ 16 ] |
| 2000 | 147.500   | [ 17 ] |
| 2010 | 137.247   |        |
| 2020 | 131.280   | [ 18 ] |

### Konfessionsstatistik
Gemäß dem Zensus 2011 waren 58,6 % (79.445 Einwohner) römisch-katholisch, 24,8 % (38.502) der Einwohner evangelisch und 16,6 % waren konfessionslos, gehörten einer anderen Glaubensgemeinschaft an oder machten keine Angabe. Die Zahl der Protestanten und Katholiken ist seitdem gesunken, der Anteil am Gesamtbevölkerung der Einwohner mit sonstiger oder ohne Konfession nimmt jährlich um etwa 1,5 Prozentpunkt zu. Gemäß dem Zensus 2022 waren im Jahr 2022 48,4 % der Einwohner katholisch, 20,6 % evangelisch, und 31,0 % waren konfessionslos, gehörten einer anderen Glaubensgemeinschaft an oder machten keine Angabe.
Laut Bistum Trier hatte der Landkreis Neunkirchen (Dekanat Illingen und Dekanat Neunkirchen) Ende 2019 zirka 51,4 % (68.479) Katholiken von insgesamt 133.346 Einwohner. Anfang 2022 zählten die Protestanten im Landkreis noch um die zirka 22,5 % (30.000) Einwohner. Ende 2022 zählten die Katholiken im Pastoraler Raum Neunkirchen Teil – also ohne Eppelborn – nur noch um die zirka 44 % (50.000 von 114.000) der Einwohner und Ende 2023 waren es 48.430.

### Religion
Da in der Herrschaft Ottweiler 1575 die Reformation nach dem lutherischen Bekenntnis eingeführt wurde, waren ab diesem Zeitpunkt ihre Einwohner evangelisch, die Einwohner der zur Herrschaft Illingen und zum Herzogtum Lothringen gehörenden Orte des heutigen Kreisgebiets blieben katholisch. Durch Zuzug katholischer Familien während der Reunionszeit im 17. Jahrhundert und durch Zuzug von katholischen Bergleuten und Hüttenarbeitern im Laufe des 19. Jahrhunderts verschob sich das konfessionelle Verhältnis; schließlich überwog im Kreisgebiet das römisch-katholische Bekenntnis.
Die evangelische Bevölkerung des Kreises gehört seit der Saarbrücker Union im Jahre 1817 zur Evangelischen Kirche in Preußen (ab 1922 nannte sie sich Evangelische Kirche der Altpreußischen Union; APU), und dort zur Kirchenprovinz der Rheinprovinz mit dem Provinzialkonsistorium in Koblenz. 1947 wandelte sich die Kirchenprovinz in eine selbständige Landeskirche, die Evangelische Kirche im Rheinland, blieb danach aber Gliedkirche der APU, die 1953 bis 2003 unter dem vereinfachten Namen Evangelische Kirche der Union fortbestand.

## Politik

### Kreistag
Der Kreistag ist die kommunale Volksvertretung im Landkreis Neunkirchen. Über seine Zusammensetzung entscheiden die Bürger alle fünf Jahre.
Die Kreistagswahl am 9. Juni 2024 führte zu dem rechts dargestellten Ergebnis und der daraus folgenden Sitzverteilung:
- BSW: 3
- SPD: 11
- Grüne: 1
- FW: 1
- CDU: 11
- AfD: 6

Übersicht über die Ergebnisse vergangener Kreistagswahlen
| Parteien und Wählergemeinschaften | Parteien und Wählergemeinschaften           | % 2024 | Sitze 2024 | % 2019 | Sitze 2019 | % 2014 | Sitze 2014 | % 2009 | Sitze 2009 | % 2004 | Sitze 2004 | % 1999 | % 1994 | % 1989 | % 1984 |
| CDU                               | Christlich Demokratische Union Deutschlands | 30,7   | 11         | 34,1   | 12         | 36,2   | 13         | 33,6   | 11         | 44,3   | 17         | 43,4   | 33,2   | 33,0   | 39,1   |
| SPD                               | Sozialdemokratische Partei Deutschlands     | 31,1   | 11         | 33,1   | 12         | 40,9   | 14         | 41,2   | 14         | 43,0   | 16         | 50,2   | 51,5   | 50,7   | 50,7   |
| GRÜNE                             | Bündnis 90/Die Grünen                       | 4,8    | 1          | 10,8   | 3          | 4,4    | 1          | 5,0    | 1          | 5,0    | 0          | 3,9    | 6,3    | 5,3    | 5,6    |
| AfD                               | Alternative für Deutschland                 | 16,4   | 6          | 9,9    | 3          | 6,3    | 2          | –      | –          | –      | –          | –      | –      | –      | –      |
| LINKE                             | Die Linke                                   | 2,3    | –          | 7,8    | 2          | 7,4    | 2          | 14,2   | 5          | 3,6    | 0          | –      | –      | –      | –      |
| FDP                               | Freie Demokratische Partei                  | 2,3    | –          | 4,2    | 1          | 1,9    | 0          | 5,9    | 2          | 4,2    | 0          | 2,5    | 2,5    | 4,2    | 3,6    |
| PIRATEN                           | Piratenpartei Deutschland                   | –      | –          | –      | –          | 2,9    | 1          | –      | –          | –      | –          | –      | –      | –      | –      |
| REP                               | Die Republikaner                            | –      | –          | –      | –          | –      | –          | –      | –          | –      | –          | –      | 3,8    | 5,2    | –      |
| FW/FWG                            | Freie Wähler                                | 3,1    | 1          | –      | –          | –      | –          | –      | –          | –      | –          | –      | 2,3    | –      | –      |
| NPD                               | Nationaldemokratische Partei Deutschlands   | –      | –          | –      | –          | –      | –          | –      | –          | –      | –          | –      | –      | 0,9    | –      |
| BSW                               | Bündnis Sahra Wagenknecht                   | 9,2    | 3          | –      | –          | –      | –          | –      | –          | –      | –          | –      | –      | –      | –      |
| Gesamt                            | Gesamt                                      | 100    | 33         | 100    | 33         | 100    | 33         | 100    | 33         | 100    | 33         | 100    | 100    | 100    | 100    |
| Wahlbeteiligung                   | Wahlbeteiligung                             | 63,5 % | 63,5 %     | 62,5 % | 62,5 %     | 50,1 % | 50,1 %     | 58,1 % | 58,1 %     | 54,8 % | 54,8 %     | 59,1 % | 73,1 % | 77,9 % | 77,1 % |

In der Wahlperiode 2014–2019 bildeten SPD, LINKE, GRÜNE und PIRATEN im Kreistag eine Koalition.

### Landräte
- 1814–181500Johann Wilhelm Karsch (Kreisdirektor)
- 1815–181600Philipp Jakob Siebenpfeiffer (Kreisdirektor)[4]
- 1816–182500Joseph Schönberger[28]
- 1825–184200Carl von Rohr
- 1842–185100Richard Linz[29]
- 1851–186000Otto von Wittenhorst-Sonsfeld[30]
- 1860–187100Eugen von Schlechtendal
- 1871–187600Ferdinand von Helldorff
- 1876–188300Hugo Samuel von Richthofen
- 1883–188500Maximilian von Voß[31]
- 1885–189200Woldemar Tenge-Rietberg
- 1892–189600Dietrich von Harlem[32]
- 1896–190900Maximilian Laur von Münchhofen
- 1909–191600Carl von Halfern
- 19160000000Herbert Besser (vertretungsweise)[33]
- 1916–191900Waldemar Moritz
- 1919–192000Friedrich Vogeler
- 1920–194500Maximilian Rech
- 19450000000Heinrich Strauß
- 1945–194600Ludwig Steines[34]
- 19460000000Heinrich Strauß
- 1946–194700N. Buschlinger[4]
- 1948–195100Peter Scherer[4]
- 1951–196500Johannes Dierkes (CDU)
- 1966–198500Günter Schwehm (CDU) (1966 bis 1973 Landkreis Ottweiler, nach Umbenennung 1974 bis 1985 Landkreis Neunkirchen)[35]
- 1985–201100Rudolf Hinsberger (SPD)
- 2011–201500Cornelia Hoffmann-Bethscheider (SPD)
- 2016–000000Sören Meng (SPD)

## Wirtschaft und Infrastruktur

### Verkehr
Das Kreisgebiet wird von der Bundesautobahn 8 Pirmasens – Saarlouis berührt, ebenso bei Illingen und Eppelborn von der A 1 Saarbrücken – Koblenz. Ferner wird der Landkreis durch Bundes- und Landesstraßen erschlossen. Die wichtigste Bundesstraße ist die B 41 Neunkirchen – St. Wendel.
Im Gebiet des Landkreises verlaufen mehrere Bahnstrecken. Die Nahetalbahn verbindet Landsweiler-Reden, Neunkirchen, Wiebelskirchen und Ottweiler mit den Landeshauptstädten Saarbrücken und Mainz sowie Frankfurt am Main und dient auch als Zubringer zum Frankfurter Flughafen. Die Fischbachtalbahn verläuft von Saarbrücken kommend durch die Gemeinden Merchweiler und Schiffweiler und endet in Neunkirchen. Ebenfalls in Neunkirchen endet die Strecke Homburg – Neunkirchen über Bexbach und Wellesweiler. In Wemmetsweiler beginnt die Strecke nach Lebach, welche durch die Gemeinden Merchweiler, Illingen und Eppelborn verläuft. In Ottweiler beginnt die Museumsstrecke der Ostertalbahn nach Schwarzerden, auf der kein Schienenpersonennahverkehr stattfindet. Stillgelegt ist die Strecke von Neunkirchen nach Heinitz.
Der größte Bahnhof im Landkreis ist Neunkirchen Hbf, die Gemeinde Spiesen-Elversberg besitzt keinen eigenen Anschluss an den Bahnverkehr.

### Bildung
Der Landkreis ist Träger von 15 weiterführenden Schulen:
| Gymnasien - Gymnasium am Krebsberg (Neunkirchen) - Gymnasium am Steinwald (Neunkirchen) - Gymnasium Ottweiler - Illtal-Gymnasium (Illingen) | Gesamtschulen - Biedersbergschule Neunkirchen - Gesamtschule Neunkirchen - Gesamtschule Schiffweiler |

| Erweiterte Realschulen - Erweiterte Realschule Illingen - Freiherr-vom-Stein-Schule (Neunkirchen) - Anton-Hansen-Schule (Ottweiler) - Maximilian-Kolbe-Schule (Neunkirchen) | - Kerpenschule Uchtelfangen - Erweiterte Realschule Merchweiler - Erweiterte Realschule Eppelborn - Erweiterte Realschule Spiesen – Elversberg |

In der Kreisstadt Neunkirchen ist ein Technisch-Gewerbliches, Sozialpflegerisches und Kaufmännisches Berufsbildungszentrum (BBZ) angesiedelt.

## Gemeinden
(Einwohnerzahlen vom 31. Dezember 2024)
| Städte 1. Neunkirchen, Kreisstadt (47.344) 2. Ottweiler (14.255) | Weitere Gemeinden 1. Eppelborn (16.661) 2. Illingen (15.935) 3. Merchweiler (10.099) 4. Schiffweiler (15.805) 5. Spiesen-Elversberg (13.080) |

## Schutzgebiete
Im Landkreis befinden sich sieben ausgewiesene Naturschutzgebiete (Stand Februar 2017).

## Kfz-Kennzeichen
Das Unterscheidungszeichen OTW des bisherigen Landkreises Ottweiler wurde bis zum 28. Februar 1974 ausgegeben.
Am 1. März 1974 wurde dem umbenannten Landkreis das schon seit dem 1. Januar 1968 für die Mittelstadt Neunkirchen gültige Unterscheidungszeichen NK zugewiesen. Es gilt durchgängig bis heute.
Bis in die 1990er Jahre erhielten Fahrzeuge aus der Stadt Neunkirchen Kennzeichen mit den Buchstaben A bis Z und den Zahlen von 1 bis 999 sowie den Buchstabenpaaren AA bis ZZ und den Zahlen von 1 bis 99. Die Fahrzeuge aus dem übrigen Landkreis erhielten Kennzeichen mit den Buchstabenpaaren AA bis ZZ und den Zahlen 100 bis 999.
Seit dem 18. Oktober 2021 ist optional im Rahmen der Kennzeichenliberalisierung erneut das Unterscheidungszeichen OTW erhältlich.